# Sur un cheval
Sur un cheval  est le premier roman de Pierre Guyotat, écrit en 1960 et publié au Seuil en 1961 dans la collection "Écrire", dirigée par Jean Cayrol. Le livre paraît sous le pseudonyme de Donalbain (un des fils du roi Duncan dans Macbeth) : l'auteur étant mineur et son père l'ayant exigé. 

## Éditions
Le texte a été repris en 2005 dans la collection Fiction & Cie dirigée par Bernard Comment, puis dans la collection Folio (n°4718, Gallimard, 2008, avec Ashby).

## Suites
L'œuvre a fait l'objet d'une lecture dirigée par Alain Ollivier radiodiffusée en mai 2005 France Culture, avec Valérie Crunchant, Arlette Bonnard, Mireille Perrier, Irina Solano, Thibaud Corrion, Scharif Andoura.

## Thèmes
Première phrase du livre : "Parce que le soleil commençait de m'éblouir tout à fait, mais surtout parce que je voulais les voir courir, j'ai levé les yeux et je les ai vus en effet courir vers le hangar entre les buis poussiéreux et froids, Roger, le premier dans sa blouse noire à liseré rouge et ses galouches noires et les autres par derrière agitant les bras".
Roger, enfant puis adolescent, est au centre du récit, pris en charge par ses partenaires, Grand-mère (gouvernante), Cyprien, Anne, Brigitte, Marcelle, Valentin, Aurélien, Julien, Nine, Claude  Béatrice, Patricia...
Le texte commence par une fugue de collégiens. Dans sa propriété de Bramard, Mlle Fuhlalba héberge son neveu Sébastien, son amie Isota, leur fils Roger, avec divers domestiques. 
En Angleterre, il est reçu par Lady Drusilla, à Whooler, avec son phénomène, Anne.
Plus tard, à Paris, étudiant,  Roger est pris dans le grand jeu des filles et des garçons.